# Кротов, Павел Александрович
Па́вел Алекса́ндрович Кротов (род. 22 июня 1961; Ленинград) — российский историк, доктор исторических наук (с 1999), профессор СПбГУ (с 2002); специалист по истории России периода правления Петра Великого, периода дворцовых переворотов, российской военной и военно-морской истории.

## Образование
В 1978—1983 годах обучался на историческом факультете ЛГУ им. А. А. Жданова. В течение всех пяти лет его научным руководителем являлся выдающийся советский историк Владимир Васильевич Мавродин. Четыре года, начиная с 1979 года, Кротов был старостой семинара, который вёл Мавродин.
В 1983 году поступил на заочное отделение аспирантуры ЛОИИ АН СССР, где его научным руководителем был известный историк И. П. Шаскольский. 17 ноября 1987 года он защитил кандидатскую диссертацию «Строительство Балтийского флота в первой четверти XVIII в.»

## Преподавание и научная деятельность
Преподавание Кротов начал ещё будучи аспирантом. Местом его работы стал Ленинградский государственный педагогический институт им. А. И. Герцена, где он преподавал в течение 11 лет (среди его учеников — А. В. Аранович). Он преподавал на кафедре русской истории факультета социальных наук Герценовского института 6 лет (1985—1991) в качестве ассистента, 5 лет (1991—1996) в качестве доцента.
С сентября 1996 года работает на историческом факультете СПбГУ (кафедра Истории России), 22 декабря 1999 года Кротов защитил докторскую диссертацию по теме «Российский флот на Балтике при Петре Великом». 29 января 2002 года был избран на должность профессора. Главным читаемым учебным курсом профессора Кротова является «Россия в 1682—1796 гг.». Читает также курсы «История русского военного искусства (XVIII—XIX вв.)» и «История международных отношений (1682—1856)».
15 декабря 2002 года Кротов был избран академиком Академии военно-исторических наук.
Павел Кротов специализируется на изучении истории России конца XVII—XVIII столетий. Основная проблематика: становление России в качестве великой державы, Великая Северная война, культурные взаимосвязи России с европейскими странами, публикация малоизвестных русских и иностранных источников по истории России в Петровскую эпоху. Кротов является руководителем секции «Балтийское море: сотрудничество и противостояние» ежегодных международных конференций «Санкт-Петербург и страны Северной Европы», зам. председателя редакционной коллегии издательской программы «Библиотека фонда памяти светлейшего князя А. Д. Меншикова». С 2009 года активно изучает т. н. «метрические книги», сведения о населении Санкт-Петербурга второй половины XVIII века.
Ответственный редактор ежегодного сборника «Меншиковские чтения», директор Научно-исследовательского центра «Меншиковский институт», член диссертационного совета СПбГУ. Член Русско-голландского клуба. Член редакционных коллегий журналов «Учёные записки Петрозаводского государственного университета» и «Морской вестник».
С 1986 года вышло немало монографий и книг Кротова, среди которых:
- Тревожные годы Архангельска: 1700—1721: Документы по истории Беломорья в эпоху Петра Великого / Российская Академия наук, Архангельский филиал Русского географического общества / Издание подготовили Ю. Н. Беспятых, В. В. Брызгалов, П. А. Кротов. Архангельск, 1993. 431 с. (40 документов).
- История отечественного судостроения. СПб.: Судостроение, 1994. Т. 1. Главы 8—12, 18.
- Гангутская баталия 1714 года. СПб.: Лики России, 1996. 248 с.
- Ден Д. История Российского флота в царствование Петра Великого / Пер. с англ. Е. Е. Путятина / Вступительная статья, научная редакция и уточнение перевода, примеч. П. А. Кротова. СПб.: Историческая иллюстрация, 1999. 192 с.
- Нартов А. А. Рассказы о Петре Великом (по авторской рукописи) / Подготовка текста рукописи и приложений, вступительная статья П. А. Кротова. СПб.: Историческая иллюстрация. 2001. 160 с.;
- История отечественного военного судоремонта. Кн. 1. СПб.: Гангут, 2004. Глава 1.
- Основание Санкт-Петербурга: загадки старинной рукописи. СПб.: Историческая иллюстрация, 2006. 160 с.
- Битва при Полтаве (К 300-летней годовщине). — СПб.: Историческая иллюстрация, 2009. — 416 с. — ISBN 978-5-89566-082-9.
- Осударева дорога 1702 года: Пролог основания Санкт-Петербурга/Отв. ред. Н. В. Кирющенко. СПб.: Историческая иллюстрация, 2011. 312 с.: ил.
- Гангут. Сражение и корабли. — СПб.: Галея Принт, 2013. — 326 с. — ISBN 978-5-8172-0117-8. — Книга издана на средства Морского Собрания Санкт-Петербурга.
- Гангут. 300 лет первой победе Российского флота. — М.: Яуза; Эксмо, 2014. — 128 с. — (Война на море). — ISBN 978-5-699-75060-3.
- Битва под Полтавой: Начало Великой России. — СПб.: Фонд «Спас», 2014. — 566, [1] с. — ISBN 978-5-903672-13-4.
- Российский флот на Балтике при Петре Великом. — СПб.: Историческая иллюстрация, 2017. — 742, [2] с.
- Полтавская битва. Переломное сражение русской истории. — М.: Якорь; Яуза-каталог, 2018. — 640 с. — ISBN 978-5-6040908-2-4.

Научный редактор, составитель и т. п.:
- А. А. Нартов. Рассказы о Петре Великом (по авторской рукописи) / [Подгот. текста к изд. и вступ. ст., с. 7—34, П. А. Кротова]. — СПб. : Историческая иллюстрация, 2001. — 159 с., ил., факс. — (Библиотека Фонда памяти светлейшего князя А. Д. Меншикова).
- Ф. И. Соймонов. История Петра Великого / Ответственный редактор, автор вступ. ст. П. А. Кротов. — СПб.: XVIII век, 2012. — 456 с. — (Библиотека Фонда памяти светлейшего князя А. Д. Меншикова). — ISBN 978-5-9904121-1-8.
- С. А. Иванюк. Малая война русской армии в период подготовки Полтавского сражения / С. А. Иванюк; ответственный редактор П. А. Кротов. — СПб. : Историческая иллюстрация, 2019. — 350, [1] с., [16] л. ил., цв. ил., факс., карт. : ил., табл. — Библиогр.: с. 314—341 и в конце глав. - Указ. имен: с. 342—347. — ISBN 978-5-89566-205-2.

## Научные открытия
Работы П. А. Кротова связаны с рядом исторических открытий. В частности, историк специализируется на введении в науку ранее неизвестных архивных материалов и разрушении исторических «мифов». Одним из введённым Кротовым в научный оборот документов стали «Записки о Петре Великом», авторство которых было учёным установлено и приписано А. А. Нартову. Записки Нартова были изданы в 2001 году.
В одной из первых крупных монографий П. А. Кротов разрушил миф о трёх атаках во время Гангутской морской баталии, доказав, что миф о трёх атаках был придуман шведским офицером, чтобы показать стойкость и героизм защищающихся шведских солдат. По его мнению, атака была одна, благодаря тактическому мастерству Петра I был предпринят обход шведских кораблей в тыл с фланга, что предопределило победу России. Относительно Гренгамской баталии исследователь доказал, что со шведской стороны на битву прибыло 17, а не 12 кораблей (5 судов подошли в день баталии), из которых непосредственно в сражении участвовали 6. Кроме этого, он показал, что с русской стороны в сражении участвовало до 300 пушек, а не 52, как показано было предыдущими исследователями, а также доказал, что в битве участвовало 53, а не 62 русские галеры.
Сделал ряд открытий касательно Полтавской битвы. Установил, что общая численность русских войск составляла 80 000 человек (а не 60 000), точно подсчитал количество пушек у русских — 302, а не 102, как было известно ранее. В 2012 г. П. А. Кротов обнаружил важный для истории Санкт-Петербурга документ — «Месяцеслов 1714 года», в котором Санкт-Петербург впервые был назван «царствующим градом Санктпитербурхом», таким образом город официально получил статус столицы. В своё время рассматривался вопрос о праздновании в 2014 году 300-летнего юбилея переноса столицы в Петербург.